# Ecuación de Sellmeier

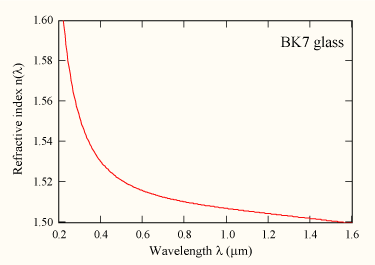
Índice de refracción vs. longitud de onda para vidrio BK7, mostrando la ecuación Sellmeier (línea roja)

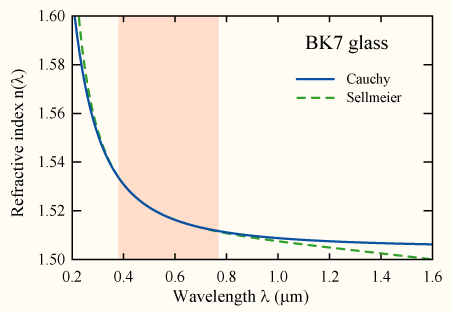
Igual que el gráfico anterior, pero con la ecuación de Cauchy (línea azul) para comparar. Mientras que la ecuación de Cauchy se desvía significativamente de los índices de refracción medidos fuera de la región visible (que está sombreada en rojo), la ecuación de Sellmeier (línea verde discontinua) no.

En óptica, la ecuación de Sellmeier es una relación empírica entre el índice de refracción n y la longitud de onda λ para un medio transparente particular. La forma habitual de la ecuación para cristales es:

{\displaystyle n^{2}(\lambda )=1+{\frac {B_{1}\lambda ^{2}}{\lambda ^{2}-C_{1}}}+{\frac {B_{2}\lambda ^{2}}{\lambda ^{2}-C_{2}}}+{\frac {B_{3}\lambda ^{2}}{\lambda ^{2}-C_{3}}},}

donde B1,2,3 y C1,2,3 son los coeficientes de Sellmeier determinados experimentalmente. Habitualmente, estos coeficientes suelen calcularse para λ en micrómetros. Hay que darse cuenta de que esta λ es la longitud de onda en el vacío, no en el material en el que medimos, donde es λ/n(λ).
Esta ecuación se utiliza para determinar la dispersión de la luz en un medio refractivo. Una forma diferente de la ecuación se usa a veces para ciertos tipos de materiales como, por ejemplo, cristales.
La ecuación fue deducida en 1871 por Wilhelm Sellmeier, a partir del desarrollo del trabajo de Augustin Cauchy en la ecuación de Cauchy para modelos de dispersión.

## Coeficientes
| Tabla de coeficientes para la ecuación de Sellmeier | Tabla de coeficientes para la ecuación de Sellmeier | Tabla de coeficientes para la ecuación de Sellmeier | Tabla de coeficientes para la ecuación de Sellmeier | Tabla de coeficientes para la ecuación de Sellmeier | Tabla de coeficientes para la ecuación de Sellmeier | Tabla de coeficientes para la ecuación de Sellmeier |
| --------------------------------------------------- | --------------------------------------------------- | --------------------------------------------------- | --------------------------------------------------- | --------------------------------------------------- | --------------------------------------------------- | --------------------------------------------------- |
| Material                                            | B1                                                  | B2                                                  | B3                                                  | C1                                                  | C2                                                  | C3                                                  |
| Vidrio borosilicatado                               | 1.03961212                                          | 0.231792344                                         | 1.01046945                                          | 6.00069867×10−3µm²                                  | 2.00179144×10−2µm²                                  | 1.03560653×102µm²                                   |
| Zafiro (para el rayo ordinario)                     | 1.43134930                                          | 0.65054713                                          | 5.3414021                                           | 5.2799261×10−3µm²                                   | 1.42382647×10−2µm²                                  | 3.25017834×102µm²                                   |
| Zafiro (para el rayo extraordinario)                | 1.5039759                                           | 0.55069141                                          | 6.5927379                                           | 5.48041129×10−3µm²                                  | 1.47994281×10−2µm²                                  | 4.0289514×102µm²                                    |
| Sílice fundida                                      | 0.696166300                                         | 0.407942600                                         | 0.897479400                                         | 4.67914826×10−3µm²                                  | 1.35120631×10−2µm²                                  | 97.9340025 µm²                                      |
| Fluoruro de magnesio                                | 0.48755108                                          | 0.39875031                                          | 2.3120353                                           | 0.001882178                                         | 0.008951888                                         | 566.13559 µm²                                       |